# Paco Cabanes Pastor
Paco Cabanes Pastor   (el Genovés, 20 de desembre de 1954 - 31 de juliol de 2021), conegut com El Genovés, fou un pilotari valencià. En actiu professionalment des de 1972 fins a 1996,  actualment és considerat el millor jugador de la història de la pilota en totes les modalitats. També ha sigut guardonat amb la Medalla d'Or de la Generalitat Valenciana al Mèrit Esportiu, la de l'ajuntament del seu poble, un dels Premis Octubre, El Saque de la Federació de Pilota Valenciana i la txapela basca (reservada als campions de pilota basca).
Considerat durant molts anys l'adversari a batre, la seua etapa d'esplendor començà on acaba la de Rovellet, coincidix amb les d'Eusebio, Enric Sarasol, Fredi o Puchol i donà pas a la del següent número ú, Álvaro (el qual tingué com a principal contrincant Genovés II, fill de Paco). També fou membre de la Selecció Valenciana de Pilota, l'última volta en 2004. D'ençà va participar en escoles de tecnificació i se'l podia vore en la llotgeta de baix de qualsevol trinquet, especialment els dies que jugava el seu fill.

## Biografia
Francesc Cabanes i Pastor, "Paco", el fill menut de la tia Carme i de Josep el Teuler, va nàixer el 20 de desembre de 1954 al número 6 del carrer La Font del Genovés (l'Horta de Xàtiva): en eixe carrer i en molts altres del poble es jugava a raspall tots els diumenges de vesprada i, als huit anys, va guanyar el seu primer desafiament per cinc duros contra Màxim, un veterà local. Orfe de pare als nou anys, es va posar a treballar primer com a forrador de marraixes o de veremador al sud de França i d'obrer amb el seu germà Pepe i Toni Canana a Montesa i, en acabant, a Benissa, on començà a jugar a escala i corda en el seu temps lliure.

### El Xiquet del Genovés
L'any 1972, amb dèsset anys Enriquito d'Alzira -llavors trinqueter de Benissa- el va incloure en l'equip juvenil local en substitució d'un lesionat: el Xiquet del Genovés només tardà uns pocs mesos en passar del raspall a l'escala i corda i en juliol del mateix any debutà com a professional a Carcaixent junt amb el Roget de Riola i van perdre contra Ribera i Micó. Amb aquest últim jugà la seua primera partida al trinquet de Pelayo, el 26 de juliol del 1973, contra Ribes i el Soro II, que els van guanyar 40 per 35; el mateix any, a Borriana, s'enfrontà per primera volta a Rovellet -llavors a punt de retirar-se- i, poc després, a Eusebio, (número u en aquell moment).

### El Genovés
El 1974 debutà en el Campionat Nacional d'Escala i Corda acompanyat per Carboneret II i patrocinats per Sueca; els dos anys següents, per Carcaixent i amb García de mitger, ja es proclamà campió indiscutible, per la qual cosa a partir de 1977 l'organització el va obligar a jugar «per baix», o siga, a colpejar la pilota només després que aquesta haguera botat en terra o en la paret, però mai de volea: això no li impedí quedar subcampió o tornar a guanyar les edicions del 1978 i 1979 junt amb el seu germà Pepe, de nivell inferior. L'any 1980 quedà subcampió darrere l'equip de València encapçalat per Fredi, però a l'any següent tornà a guanyar després de negar-se a acceptar les condicions imposades a causa d'unes lesions.

### Genovés I

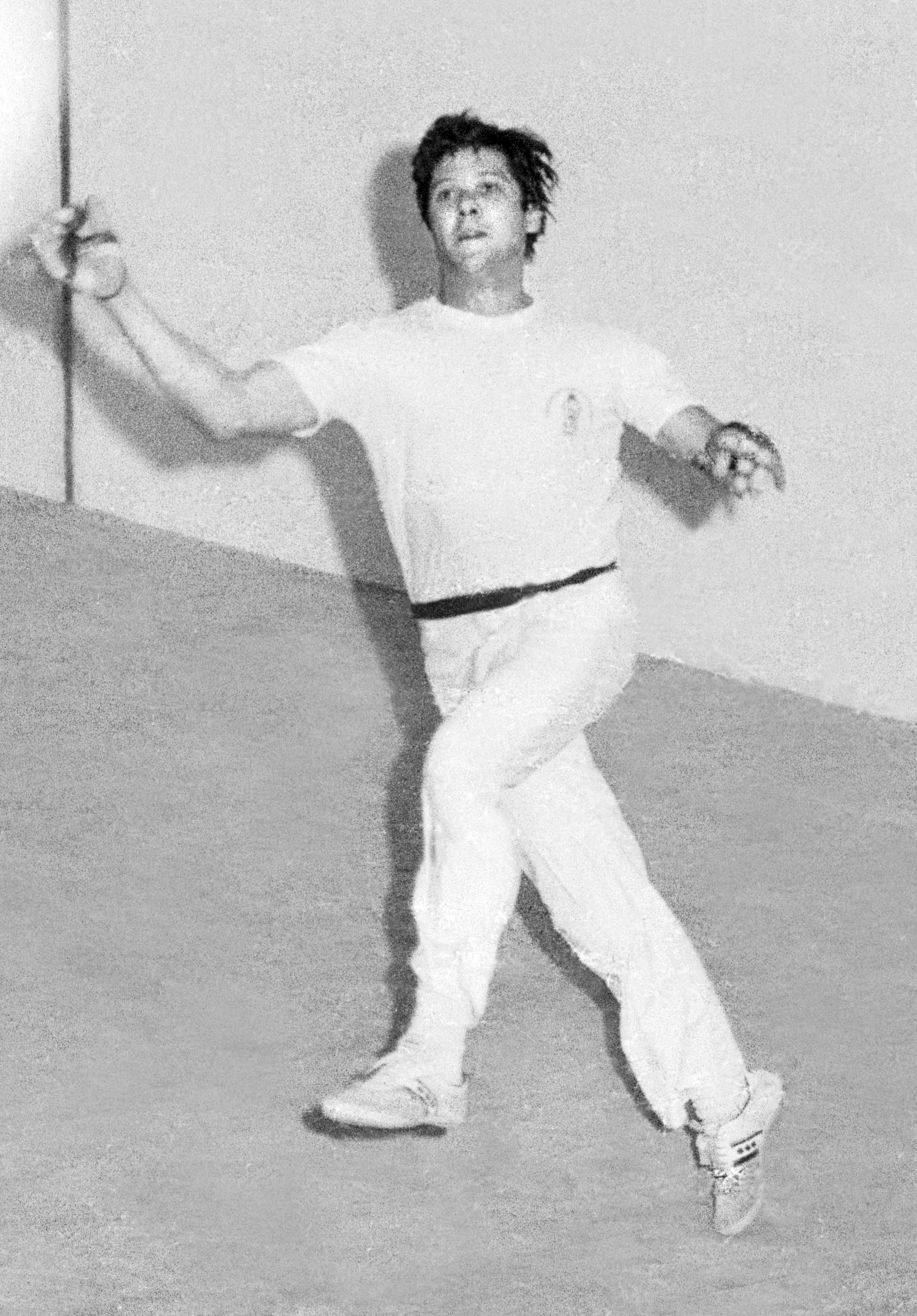
Paco Cabanes, 1984

El 1982 fou el primer any des del debut en què no va ocupar cap lloc del pòdium, però com en 1983 tornà a ser campió, els tres anys següents hagué de jugar de mitger -una posició estranya per a ell, que sempre feia de dauer- per a Puchol, amb el qual tornà a guanyar el títol en 1983 i 1984 i va ser subcampió en 1985. El 1986 tornà a jugar de rest amb el seu germà i quedà subcampió, com a l'any següent amb Sanchis; l'any 1989 guanyà el seu últim Nacional, de nou junt amb Pepet, amb el qual encara participà en edicions següents: de fet, en 1990 es va negar a dur propaganda del patrocinador del torneig en la camiseta, però al remat va claudicar quan la Federació parlà de substituir-los per Núñez i Joaquín.

### Genovés
Quant al Trofeu Individual Bancaixa, des de la primera edició l'any 86 contra Sarasol -i amb l'única excepció del 87, per una lesió-, el Genovés estigué en el pòdium tots els anys fins a la seua retirada, bé com a campió o com a finalista; després de guanyar contra Fredi -campió vigent- en 1988, la resta d'edicions van ser un cara a cara entre el Genovés i Sarasol I, ambdós finalistes veïns del mateix poble: el Genovés guanyà els anys 89, 90 i 91 però va ser superat per Sarasol I en les finals del 92, 93 i 94, per la qual cosa en les dos últimes el seu adversari jugà de roig (fora de competició oficial, Sarasol I sempre es faixava de blau contra el Genovés per respecte al seu «mestre»). A punt de retirar-se, el 9 de juliol de 1995 va disputar la seua última final individual front a un jove Álvaro amb vint-i-un anys, al qual va remuntar fins a guanyar-lo 60 a 55. Aquella final fou qualificada com "la partida del segle". Es retirà oficialment en 1996, considerat encara com el número 1.

### Paco

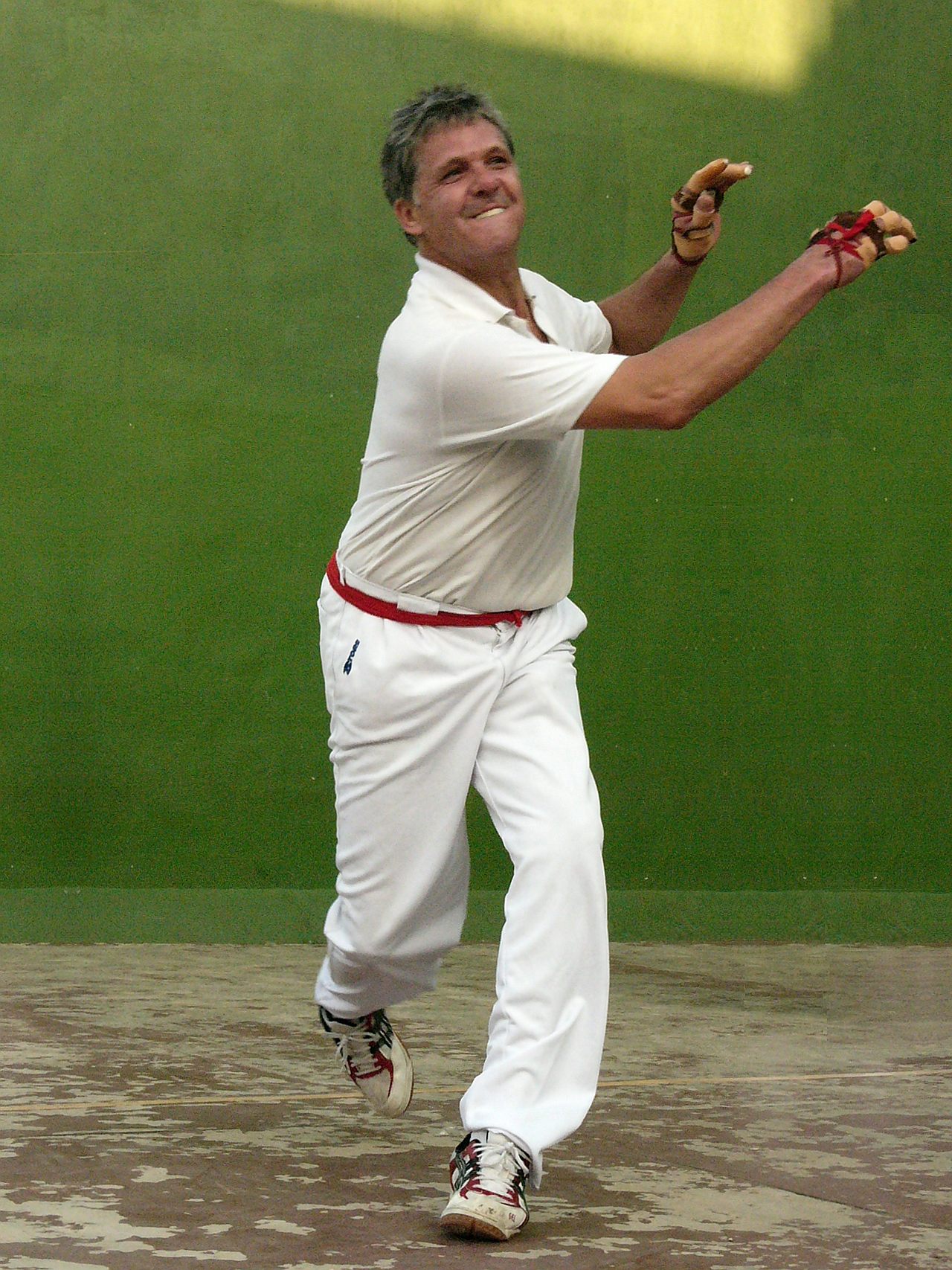
Paco Cabanes en una demostració el 2009

A banda les incipients competicions oficials, Paco Cabanes disputà les tradicionals partides del dia en tots els trinquets valencians i participà en festes d'exhibició al carrer en quasi totes les modalitats de la pilota valenciana. Internacionalment, el Genovés disputà diverses partides contra jugadors bascs al jai alai de Benidorm contra Martinikorena (en 1988, la primera partida televisada per ETB des d'un frontó), al frontó de Bétera amb Intxauspe (el 13 d'octubre del 91) i de nou Martinikorena (24 de novembre del mateix any) o -a porta tancada- al trinquet de Guadassuar amb Retegi I. L'any 1992 jugà una partida de galotxa junt amb José María Sarasol en un carrer de Barcelona com a demostració de pilota valenciana durant els Jocs Olímpics d'Estiu de 1992, sent portador de la torxa olímpica al País Valencià. També formà part de la selecció valenciana en els mundials de pilota els anys 1993 (Torneig Cinc Nacions a València), 1994 (I Campionat d'Europa a Valenciennes) i 1996 (I Mundial de Llargues a València); ja retirat, encara el tornarien a convocar per V Mundial de Pilota al Piemont i Ligúria l'any 2004 junt amb figures d'altres modalitats com Jan de Murla o Martines. En 1994, Toni Mollà publica una biografia, on el qualificà de "Déu nostre senyor en la terra".

### Mort
Paco Cabanes es va morir de càncer el 31 de juliol del 2021, a 66 anys.

## Citacions
| «                              | El Genovés és irrepetible, sens dubte. | » |
| — Josep Lluís Bausset i Císcar |                                        |   |

| «                                                                         | No crec que se'n torne a parir un altre com ell. Tenia més poders que ningú i guanyava desafiaments increïbles d'ell sol contra tres. Fins i tot privant-lo de pegar-li de volea o de tirar-la a la llotja, no sé com s'ho apanyava que sempre se n'eixia. Fins a última hora, ningú no li va fer ni una miqueta d'ombra. | » |
| — Extracte de l'obra Converses amb l'home subterrani (Santi Vallés, 2000) | |   |

## Palmarés[28]

### Campionat Nacional d'Escala i Corda
- Huit voltes campió (1975, 1976, 1978, 1979, 1981, 1983, 1984 i 1989)
  - Cinc voltes subcampió (1977, 1980, 1985, 1986 i 1988)

#### Campionat Individual d'Escala i Corda
- Sis voltes campió (1986, 1988, 1989, 1990, 1991 i 1995)
  - Tres voltes subcampió (1992, 1993 i 1994)

#### Campionats Internacionals de Pilota
- Campió del Torneig 5 Nacions a València (1993)
  - Subcampió del Campionat d'Europa a Valenciennes (1994)
- Campió del Mundial de Llargues a València (1996)